# ディテクションクラブ
ディテクションクラブ（The Detection Club）は、推理作家の親交を目的としてイギリスに設立されたクラブ。日本ではイギリス推理作家クラブともいう。英国推理作家協会（CWA、1953年創立）とは別物である。

## 概説
1928年～1930年の間にアントニイ・バークリーが中心となって設立された。初代会長はG・K・チェスタートンである。
第一次世界大戦後に確立した新興の本格推理小説が、スリラーの中に埋没するのを防ぎ、ジャンルとして発展させる目的があった。定期的に晩餐会を催し作家の親睦を図ってもいた。
CWAとは違って伝統的なクラブに近く、招聘者のみが入会を許された。当初は入会時に、当時は新しい規範であったフェアプレーの遵守、盗作盗用をしない、などの条件を秘密儀式めかして誓約していた。
近年は下記のリストからもうかがえるように、本格推理小説の書き手に限らず入会が認められている。
イギリス人以外では、1930年に、当時英国に在住していたオーストラリア人のヘレン・シンプスンが初めて参加を認められた。
クラブがスポンサーとなって、複数の会員による連作長編や書下ろしアンソロジーが、1930年代から現在にいたるまで、断続的に刊行されている。

## 歴代会長
- G・K・チェスタートン(1930-1936)
- E・C・ベントリー (1936-1949)
- ドロシー・L・セイヤーズ (1949-1957)
- アガサ・クリスティ (1957-1958)
- ゴレル卿（英語版） (1958-1963)
- ジュリアン・シモンズ (1963-1985)
- H・R・F・キーティング (1985-2000)
- サイモン・ブレット（英語版） (2000-2015)
- マーティン・エドワーズ (2015-)

## 著名な歴代会員
- マージェリー・アリンガム
- エリック・アンブラー
- マイケル・イネス
- ヒュー・ウォルポール
- ジョーン・エイケン
- バロネス・オルツィ
- ジョン・ディクスン・カー
- アンドリュー・ガーヴ
- マイクル・ギルバート
- F・W・クロフツ
- ミルワード・ケネディー
- ロバート・ゴダード
- G・D・H・コール
- M・I・コール
- P・D・ジェイムズ
- リンゼイ・デイヴィス
- レン・デイトン
- コリン・デクスター
- ロナルド・A・ノックス
- パトリシア・ハイスミス
- デズモンド・バグリイ
- アントニイ・バークリー
- リチャード・ハル
- レジナルド・ヒル
- ディック・フランシス
- オースティン・フリーマン
- アントニア・フレイザー
- ヴィクター・ホワイトチャーチ
- ナイオ・マーシュ
- A・A・ミルン
- パトリシア・モイーズ
- アーサー・モリスン
- ギャビン・ライアル
- ピーター・ラヴゼイ
- イアン・ランキン
- マイケル・Z・リューイン
- ジョン・ル・カレ
- ルース・レンデル

## 主な刊行物
- 漂う提督　（連作）
- 警察官に聞け　（連作）
- 13の判決　（書下ろしアンソロジー）訳書には「英国推理作家協会編」と記されているが誤記である。

## 関連文献
- The Golden Age of Murder: The Mystery of the Writers Who Invented the Modern Detective Story by Martin Edwards, 2016
  - マーティン・エドワーズ『探偵小説の黄金時代』 森英俊・白須清美訳、国書刊行会、2018年